# Veli otok
Veli otok je nenaseljeni otočić u hrvatskom dijelu Jadranskog mora.
Njegova površina iznosi 0,202 km². Dužina obalne crte iznosi 2 km.